# Кымнёнсан (станция метро)
«Кымнёнсан» (кор. 금련산) — подземная станция Пусанского метро на Второй линии. Она представлена двумя боковыми платформами. Станция обслуживается Пусанской транспортной корпорацией. Расположена в квартале Намчхон-дон административного района Суён-гу города-метрополии Пусан (Республика Корея). Как следует из названия, гора Кымнёнсан находится в непосредственной близости от станции. На станции установлены платформенные раздвижные двери.
Станция была открыта 8 августа 2001 год и по 16 января 2002 года эта станция была конечной Второй линии.
В зале этой станции находится галлерия Кымнёнсан.
Рядом с станцией расположены:
- Гора Кымнёнсан
- Административный центр квартала Кванан 2(и)-дон
- Рынок Намчхон
- Пляж Кваналли
- Мост Кванан
- Почта Намбусан
- Пусанский Филиал телерадиокомпании «KBS»
- Международная почта Пусана